# Rivulidae
Rivulidae là một họ cá gồm các loài cá trong họ cá Killi thuộc về Bộ Cá sóc, họ cá này còn được biết đến với tên gọi thông dụng là cá rivulus hay cá Killi Nam Mỹ hoặc cá Killi Tân Thế giới. Đây là một họ cá có những loài một loài cá lưỡng tính dị thường có thể sống nhiều tuần và săn mồi trên đất liền nhờ khả năng bật nhảy mạnh mẽ. Trong đó có loài cá rivulus sống ở vùng ngập mặn được phát hiện ở các vùng đầm lầy từ Florida, Mỹ đến Brazil.

## Khả năng
Trong họ cá này có loài rivulus có chiều dài không quá 75 cm, tuy có bề ngoài yếu đuối và chậm chạp, rivulus là loài lưỡng tính (mặc dù khoa học từng tìm thấy một vài con đực) và chúng sinh sản bằng khả năng tự thụ tinh. Loài cá này có thể sống trên mặt đất trong 66 ngày liên tục, chúng được phát hiện sống ở những thân cây gỗ ngập mặn ẩm ướt và thậm chí bên trong các lon bia cũ hay vỏ dừa. Cá rivulus lưỡng cư tỏ ra thích nghi tốt hơn. Khi môi trường nước bị giảm hàm lượng oxy hoặc mức độ Hydro sulfide (một hợp chất gây độc cho cá) tăng cao, cá rivulus có thể chuyển lên sống trên mặt đất và chỉnh hướng nhảy.
Trong những ngày trên cạn, loài cá lưỡng cư này thay đổi mang để thở qua da, một phần khả năng sống trên cạn đáng kinh ngạc của chúng là nhờ sức bật nhảy mạnh mẽ. Khi con rivulus mắc kẹt trên cạn thì nó đã dùng đuôi bật lên để di chuyển, khi nằm trên mặt đất phẳng, con cá cong người và dùng sức của đuôi bật lên để di chuyển theo chiều ngang hoặc thẳng đứng. Kỹ năng nhảy tài tình của cá rivulus cũng giúp chúng thoát khỏi kẻ thù và săn mồi trên mặt đất như dế

## Các chi
- Anablepsoides
- Aphyolebias
- Atlantirivulus
- Austrofundulus
- Austrolebias
- Campellolebias
- Cynodonichthys
- Cynolebias
- Cynopoecilus
- Gnatholebias
- Hypsolebias
- Kryptolebias
- Laimosemion
- Leptolebias
- Llanolebias
- Maratecoara
- Melanorivulus
- Micromoema
- Millerichthys
- Moema
- Mucurilebias[1]
- Nematolebias
- Neofundulus
- Notholebias
- Ophthalmolebias
- Papiliolebias
- Pituna
- Plesiolebias
- Prorivulus
- Pterolebias
- Rachovia
- Renova
- Rivulus
- Simpsonichthys
- Stenolebias
- Terranatos
- Trigonectes
- Yssolebias[2]